# 毛旱蕨
毛旱蕨（学名：Cheilanthes trichophylla）为凤尾蕨科碎米蕨属下的一个种。生长在干旱河谷或林下石缝，海拔800-2200米。常见。模式标本采自云南西部（鹤庆，大坪子）。